# Salmendingen/Sonnenbühl
Salmendingen/Sonnenbühl este o arie protejată (arie specială de conservare — SAC, sit de importanță comunitară — SCI) din Germania întinsă pe o suprafață de 292,75 ha, integral pe uscat.

## Localizare
Centrul sitului Salmendingen/Sonnenbühl este situat la coordonatele 48°21′15″N 9°07′41″E / 48.3542°N 9.1281°E.

## Înființare
Situl Salmendingen/Sonnenbühl a fost declarat sit de importanță comunitară în ianuarie 2005 pentru a proteja 1 specie de plante și 1 specie de animale. Situl a fost protejat și ca arie specială de conservare în ianuarie 2019.

## Biodiversitate
Situată în ecoregiunea continentală, aria protejată conține 6 habitate naturale: Formațiuni de Juniperus communis pe lande sau pajiști calcaroase, Pajiști carstice calcaroase sau bazofile, de Alysso-Sedion albi, Pajiști uscate seminaturale și facies de acoperire cu tufișuri pe substraturi calcaroase (Festuco-Brometalia) (* situri importante pentru orhidee), Fânețe de joasă altitudine (Alopecurus pratensis, Sanguisorba officinalis), Fânețe montane, Păduri de fag Asperulo-Fagetum.
La baza desemnării sitului se află mai multe specii protejate:
- plante (1): Bromus grossus
- nevertebrate (1): phengaris nausithous (Maculinea nausithous)